# Abraham Hume (2e baronnet)
Abraham Hume, 2e baronnet (28 février 1749 - 24 mars 1838 à Londres), est un floriculteur britannique et un homme politique conservateur qui siège à la Chambre des communes entre 1774 et 1818.

## Biographie
Il est né le fils aîné d'Abraham Hume (1er baronnet) de Wormleybury, dans le Hertfordshire, auquel il succède en 1772, héritant de son titre et du domaine de Wormleybury.

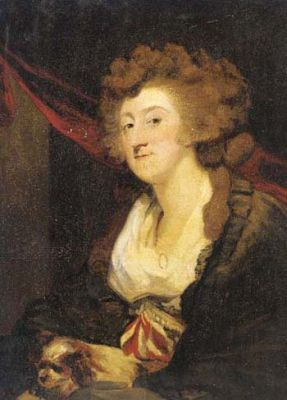
Lady Amelia Hume de Joshua Reynolds

Il est nommé shérif de Hertfordshire pour 1774 et également élu en 1774 en tant que député pour l'arrondissement de Petersfield dans le Hampshire, et en tenant le siège jusqu'à ce qu'en 1780, lorsqu'il ne s'est pas présenté à Petersfield.
Il est réélu à la Chambre des communes 27 ans plus tard, lors des Élections générales britanniques de 1807 en tant que député de l'arrondissement de Hastings, dans le Sussex. Il démissionne de son poste au début de 1812 pour pouvoir participer à une élection partielle à Boston où il est battu en avril 1812 puis est réélu pour Hastings lors d'une élection partielle postérieure au même mois. Aux élections générales britanniques de 1812, il se présente à Boston et Hastings, mais est élu que dans ce dernier siège, et l'occupe jusqu'aux élections générales britanniques de 1818, où il ne se représente pas.

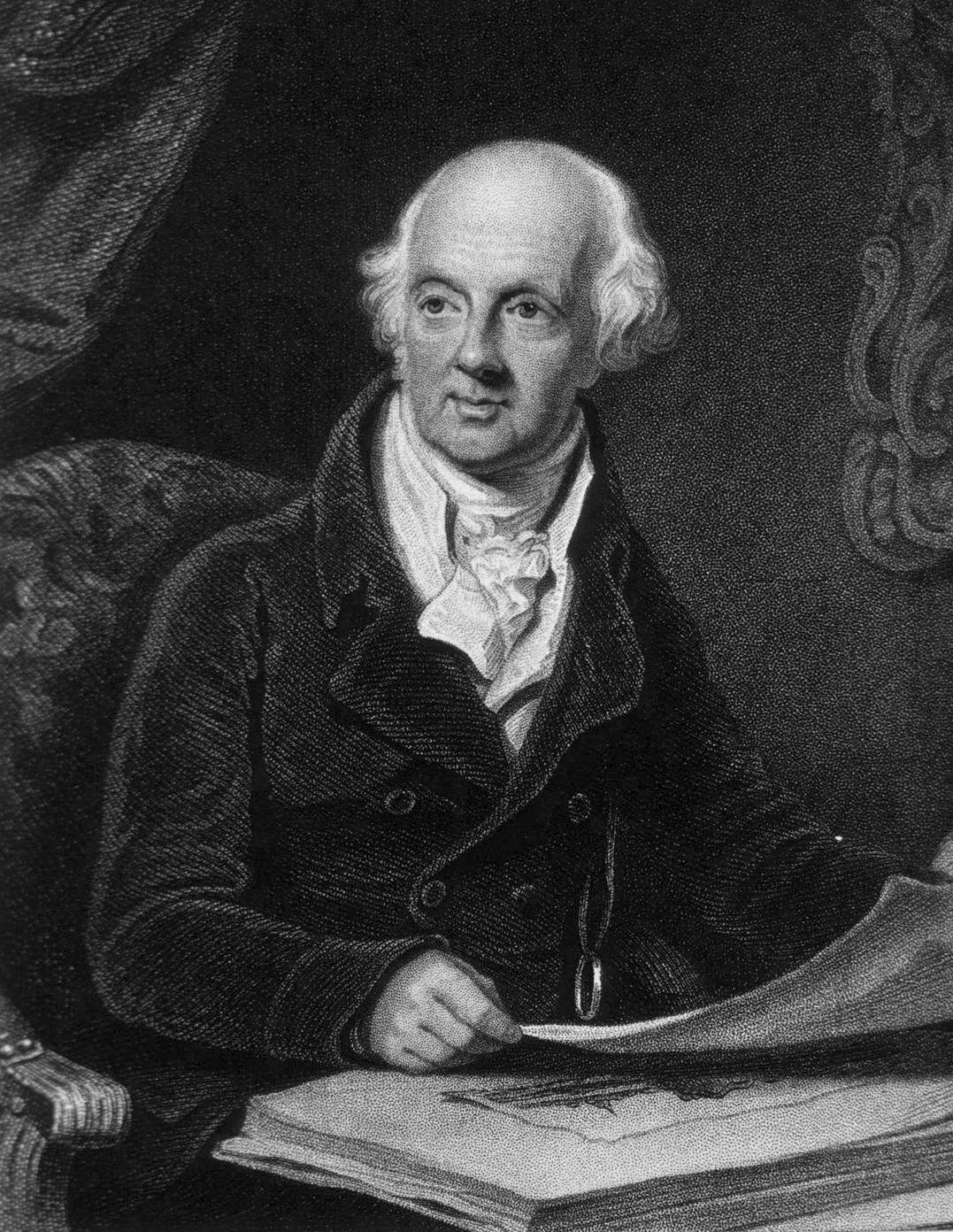
Abraham Hume par Henry Edridge

Abraham Hume et son épouse, Amelia Egerton, sont actifs en tant que rosiéristes et mettent au point plusieurs cultivars de roses sur leur domaine du Hertfordshire. Il est élu membre de la Royal Society en décembre 1775 et l'un des membres fondateurs de la Société géologique de Londres et de la British Institution.
Il est un collectionneur passionné d'art, en particulier d'estampes et de dessins de maîtres anciens (les dessins de Polidoro da Caravaggio notamment). Il est ami avec Joshua Reynolds qui lui a laissé dans son testament un petit tableau de Claude Lorrain, qui se trouve maintenant au Metropolitan Museum of Art de New York.
Il meurt en 1838. Il épouse Amelia Egerton (25 novembre 1751 - 8 août 1809), fille de John Egerton, évêque de Durham. Ils ont deux filles qui sont morte avant lui :
- Amelia Hume (21 janvier 1772 - 15 janvier 1837), qui épouse Charles Long (1er baron Farnborough) ;
- Amelia Sophia Hume (31 juillet 1788 - 21 février 1814), qui épouse John Cust (1er comte Brownlow).

Le titre de baronnet disparait et le domaine de Wormleybury est confié aux enfants de Lady Brownlow (vicomte Alford et Charles Henry Cust) qui le vendent conjointement en 1853 à Henry John Grant.